# 大出俊 (政治家)
大出 俊（おおいで しゅん、1922年（大正11年）3月10日 - 2001年（平成13年）11月8日）は、日本の政治家。位階は正三位。勲等は勲一等。
日本労働組合総評議会副議長、衆議院議員（11期）、日本社会党国会対策委員長（第15代）、衆議院懲罰委員長、郵政大臣（第59代）などを歴任した。

## 来歴

### 生い立ち
神奈川県横浜市生まれ。旧制浅野綜合中学校を経て逓信官吏練習所卒業。卒業後は、横浜鶴見郵便局に勤務しながら、労働組合活動に従事。全逓信労働組合（全逓）本部書記長や同副委員長、日本労働組合総評議会（総評）副議長を歴任。全逓時代には、当時郵政大臣だった田中角栄の知遇を得た。

### 政治家として
1963年、第30回衆議院議員総選挙に日本社会党公認で、横浜市長に転出した飛鳥田一雄の後を受け、横浜市中区を区域とした旧神奈川県第1区から出馬し、初当選。以後当選11回。1976年の第34回衆議院議員総選挙からは、旧神奈川県第1区から分割される形で新設された旧神奈川県第4区から出馬。なお、旧神奈川県第1区からは伊藤茂が出馬している。1986年、日本社会党国会対策委員長に起用され、1991年まで務める。同年、衆議院懲罰委員長に就任。
1993年に発足した細川連立政権下では、与党の一角をなす社会党所属の議員ながら内閣総理大臣の細川護煕らが提唱する小選挙区制の導入に反対し、日本社会党委員長の村山富市を支持。細川内閣退陣後、羽田内閣で社会党が連立を離脱して以降は、自社さ連立政権の樹立を画策した。1994年、村山内閣で郵政大臣に任命され、初入閣。1995年、勲一等旭日大綬章受章。1996年の第41回衆議院議員総選挙には出馬せず、政界を引退した。2001年に死去。

## 政策・主張

### 思想・信条
日本社会党を代表する論客の1人であり、主に衆議院予算委員会でロッキード事件、ダグラス・グラマン事件等の疑獄事件について政府・与党を追及。しばしば審議をストップさせ紛糾させたため、「国会の止め男」の異名を取った。また大韓航空機撃墜事件に際しても国会で政府・与党を追及し、公式報告書の内容の重大な誤りを明らかにして生データの公開を実現した。ただし大出自身は党内では右派グループに所属し社会主義インターナショナルシンパであるなど現実主義者に分類されていた。新東京国際空港（現・成田国際空港）の一坪共有地の名義人の1人であった。

### 外交・安全保障
石橋政嗣や上田哲に並ぶ、社会党における安全保障問題の論客であった。社会党は野党時代は非武装中立や自衛隊違憲論を主張していたが、細川内閣で与党入りして以降は柔軟な対応を見せ、大出自身も1993年11月11日の衆議院予算委員会において、THAAD（弾道ミサイル迎撃ミサイル・システム）の導入を事実上是認する質問を行った。
一方、1994年にルワンダ共和国への国際連合平和維持活動（PKO）による自衛隊派遣に際し、防衛庁の自衛官に機関銃2挺を装備させる方針に対し、当時郵政相であった大出ら社会党の閣僚は機関銃の装備に反対。自社さ連立与党3党の調査団による報告を受けた村山富市首相が、機関銃1挺を携帯させる方針を決定した。

### 文教・科学技術
母校・浅野学園の同窓会長を務めていた当時、記念誌に寄稿しゆとり教育の必要性を訴えたが、結果的に浅野学園のような私立高校が躍進した代わりに、名門の公立高校の学力レベルの低下を招いた。

## 人物

### ファッション
トレードマークは縦縞のスーツ。

### 人脈・交友
全逓信労働組合にて書記長を務めていたころ、第1次岸改造内閣の郵政大臣に田中角榮が任命され、田中の知遇を得た。大臣の田中は使用者側、労組幹部の大出は労働者側に立っていたため主張の隔たりも大きかった。郵政省に初登庁した田中は、庁舎玄関に掛かる労組の看板を取り外すよう指示し、大出ら労組幹部が抗議に訪れる騒ぎとなった。また、全逓信労働組合は特定郵便局の廃止を主張していたが、田中は特定郵便局二万局拡大構想を提唱し、特定郵便局のよりいっそうの拡大を主張していた。一方で、田中と労組は互いに「対立しながら認め合う関係」となっていった。郵政大臣在任中に政務担当の秘書官が亡くなると、田中は後任に大出を起用したいと考え、全逓信労働組合に申し入れている。政務担当の秘書官には政治家秘書が就任するのが一般的であり、所管省庁の労組幹部を起用するのは異例である。田中の申し入れについて、全逓信労働組合は承諾したものの、郵政省の幹部が「不当労働行為として問題になる」と指摘したため実現しなかった。後年、政治家となった大出は、ロッキード事件を巡り田中らを激しく追及することになった。
政治家となってからは、1986年から5年にわたり日本社会党国会対策委員長を務め、国会対策委員会での折衝を通じて与党・自民党に太いパイプを築き、この間に国対で築かれた人間関係が、後に自社さ連立政権を樹立するきっかけになった。

## 親族
二男の大出彰は政治家として、衆議院議員などを務めた。なお、彰の妻は、総務庁長官などを務めた政治家の山口鶴男の娘である。

## 関連人物
- 楢崎弥之助（「国会の爆弾男」）
- 永田寿康（「平成の爆弾男」）
- 長妻昭
- 西田昌司
- 飛鳥田一雄